# Eriosyce rodentiophila
Eriosyce rodentiophila är en art inom trattkaktussläktet och familjen kaktusväxter, som har sin naturliga utbredning i Chile.

## Beskrivning
E. rodentiophila är en klotformad grön kaktus som blir 12 till 32 centimeter i diameter och har toppen täckt av lång vit ull. Den är uppdelad i 18 till 32 rundade åsar som är 12 till 18 millimeter höga, och är uppdelade i vårtor. På vårtorna sitter uppåtböjda hornfärgade taggar som blir grå med åldern. De består av 4 till 8 centraltaggar som blir 30 till 50 millimeter långa. Runt dessa sitter 12 till 15 radiärtaggar som blir 20 till 30 millimeter långa. Blommorna är gula på utsidan och rödaktiga på insidan, 25 till 40 millimeter långa och 22 till 30 millimeter i diameter. Frukten är nästan helt täckt av ull och rödgul när den är mogen.

## Synonymer
Eriosyce megacarpa F.Ritter 1980
Rodentiophila megacarpa (F.Ritter) Y.Itô 1981
Rodentiophila atacamensis F.Ritter ex Y.Itô 1981, nom. inval.